# 小鳥サワ
小鳥 サワ（ことり サワ、1919年〈大正8年〉6月8日 - 2007年〈平成19年〉5月10日）は、日本のアイヌ文化伝承者。阿寒アイヌ民族文化保存会の礎を築いた人物の1人であり、同会や阿寒アイヌ語教室で、長年にわたって指導者として活躍した。テレビの料理番組を通じてのアイヌ文化の紹介や、後進の育成にも貢献した。

## 経歴
北海道の阿寒湖畔で誕生した。家は貧しく、子供の頃から母を助け、家で作った菓子を売り歩くなどして働いた。阿寒湖畔小学校に入学後、アイヌであることを理由にいじめに遭うが、いじめられてもやり返す、勝気な性格であった。19歳で結婚、1943年（昭和18年）に夫の出稼ぎで樺太に渡った。翌1944年（昭和19年）には常呂町（現・北見市）に移り、戦後しばらくは弟子屈町で暮らしていた。
1949年（昭和24年）、阿寒伝統の祭典である「まりも祭り」に初めて参加し、以来、48年にわたって参加し続けた。1950年代後半に阿寒にコタン（アイヌの集落）ができると、古式舞踊の踊り子として阿寒に戻った。
1955年頃より、アイヌの歌や舞踊の伝承に力を入れ始めた。1960年代からは、アイヌ生活記念館でのアイヌ民族伝統の古式舞踊に参加した。舞踊は、幼少時に見ていたために自然におぼえたという。
1979年（昭和54年）に、阿寒アイヌ民族文化保存会への協力を始め、同会での指導者としての役割を担うようになった。その後もアイヌ文化にまつわる書籍、記録映画、テレビ番組への協力などで、アイヌの食文化や精神文化を広め、アイヌ文化の伝承や保存などに貢献した。また、幼児、小学生、中学生にアイヌ文化を指導することで、この教えを受けた子供たちが、後年に指導者として活躍することとなった。刺繍作家の西田香代子も、その指導を受けた1人である。
1992年（平成4年）に現役を引退した。晩年はアイヌ料理のテレビ番組などに多数、出演した。2007年（平成19年）5月、肺炎のため87歳で死去した。同2007年7月に死亡叙勲が決定し、釧路市教育委員会での伝達式で、娘3人が勲記と木杯を受け取った。

## 受賞
- 1986年 - 阿寒町文化功労賞[5]
- 1998年 - アイヌ文化奨励賞（根室管内で初の受賞者）[8][9]
- 2006年 - アイヌ文化賞[1]